# Neuköllner Sportfreunde
Maillots
Le Neuköllner Sportfreunde est un club sportif allemand localisé, dans le quartier Neukölln, dans l’arrondissement du même nom à Berlin.
Outre le Football, le club compte de nombreux départements dont l’Athlétisme, le baseball (NSF-Ravens et NSF Roosters), le Basket-ball, le Bowling, la Boxe, la Danse, le Football américain (Berlin Bears), le Handbal, le Hockey sur gazon,…

## Localisation

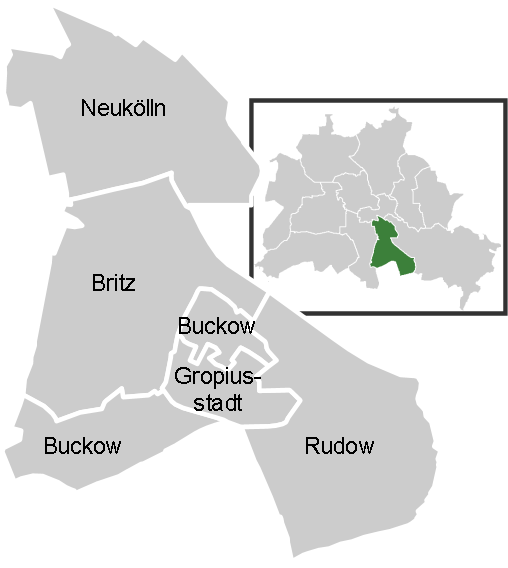
localisation de l'arrondissement de Neukölln
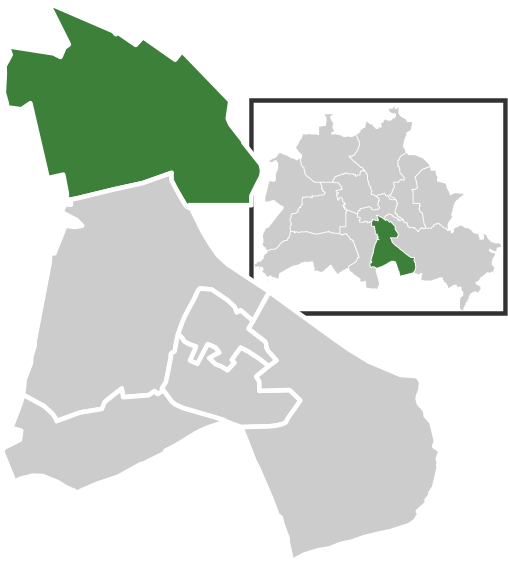
uartiers de l'arrondissement de Neukölln

## Histoire (section  football)
Le club fut fondé en 1907, sous le nom de Jugend-Club Rixdorf. En 1917, laz section football devin indépendante sous la dénomination Sport-Vereinigung Hellas 1907 Neukölln.
En 1920,  Hellas 1907 fusionna avec le Neuköllner SC 1920 pour forme le Sportfreunden Neukölln. La même année, le cercle absorba le Neuköllner FC puis fit de même en 1933 avec le FT 1904 Britz.
En 1940, le club prit le nom de Neuköllner SC.
Jusqu’au terme de la Seconde Guerre mondiale, le cercle ne joua aucun rôle en vue dans les ligues berlinoises.
En 1945, le club fut dissous par les Alliés, comme tous les clubs et associations allemands (voir Directive n°23). Le cercle fut reconstitué, dès 1945, sous le nom de SG Neukölln-Süd. En 1947, il reprit son appellation historique de Sportfreunde Neukölln.
Le club resta relativement discret et n’eut comme moment de gloire qu’une montée en Amateurliga Berlin (équivalent Division 3) en 1964 qui fut suivie d’une relégation immédiate. Le cercle y revint deux saisons plus tard et créa la surprise en remportant le titre. Cela lui permit de monter en Regionalliga Berlin, la Division 2 de l’époque.
Le Sportfreunde Neukölln fut relégué après une 15e place sur 16. Au terme de la saison 1968-1969, le club fut vice-champion derrière le TuS Wannsee et retourna au 2e niveau. Quatorzième et dernier, il redescendit aussi vite.
En 1972, le club glissa au niveau 4. Au terme du championnat 1979-1980, le club qui a entre-temps transformer son nom en Neuköllner Sportfreunde remporta le titre en Landesliga et remonta au niveau 3, devenu l’Oberliga Berlin.
La première saison au 3e étage fut excellente. Le club termina au troisième rang à seulement 4 points du champion, le Berliner FC Preussen. Ensuite, ce fut moins brillant. Le cercle joua en fin de tableau et fut relégué en 1985.
Par la suite, le club ne parvint pas à remonter dans la plus haute ligue berlinoise. Le 1er juillet 2001, il fusionna avec le Rudower SV pour devenir le Sportfreunde Neukölln-Rudow.

## Palmarès
- Champion de l’Amateurliga Berlin: 1967.
- Champion de la Landesliga Berlin: 1980.

## Personnalités
- Martin Buss, champion du monde de Saut en hauteur à Edmonton en 2001, joua avec l’équipe première de football, au poste de Gardien de but en 2009-2010